# Sisyphus (serie televisiva)
Sisyphus (시지프스: the myth?, Sijipeuseu: the mythLR; lett. "Sisyphus: The Myth") è una serie televisiva sudcoreana trasmessa su JTBC dal 17 febbraio all'8 aprile 2021. Internazionalmente è distribuita da Netflix.

## Trama
Una serie di eventi inspiegabili fa apprendere al famoso fisico e ingegnere Han Tae-sul dei pericolosi segreti e gli fa conoscere Kang Seo-hae, una donna che è venuta dal futuro per cercarlo. Insieme devono interrompere un anello temporale per impedire una guerra nucleare.

## Personaggi e interpreti
- Han Tae-sul, interpretato da Cho Seung-woo
- Kang Seo-hae, interpretata da Park Shin-hye